# Зубрик
Зубрик (пол. Zubrzyk) — село в Польщі, на Лемківщині, у гміні Північна-Здруй Новосондецького повіту Малопольського воєводства.
Населення — 360 осіб (2011).

## Розташування
Межує з Верхомлею Великою (ґміна Північна-Здруй) і Жеґестовом (ґміна Мушина), а на словацькому березі Попраду розташоване село Заводдя (Zavodie). Знаходиться на території Попрадського ландшафтного парку, при воєводській дорозі № 971 і при залізничній лінії № 96.

## Історія
8 січня 1547 року Теодор і його спадкоємці отримали привілей на 2 лани солтиства в Зубрику на волоському праві. Документальні свідчення XVI ст. про русинське (українське) населення села польські історики безпідставно трактують як «волоську колонізацію» через закріпачення українців з використанням волоського права. Село входило до мушинського маєтку краківського єпископа.
4 квітня 1664 р. краківський єпископ Андрей Тржебіцкий дав греко-католицькому священикові в Зубрику так звану «Кащаківську ріллю» і частково звільнив його від податків.
З 1781 року село перейшло до цісарської власності Габсбургів. 16 червня (4 за старим стилем) 1849 року для придушення угорського заколоту через село понад Попрадом пройшли російські війська графа Рідигера (сьома піхотна дивізія, піхотні Полтавський і Єлецький полки, уланський полк, кавалерійська бригада і два козачі полки). До середини XIX ст. церква св. Луки належала до парафії Верхомля Велика Мушинського деканату Перемишльської єпархії, надалі — до парафії Жеґестів. У 1895 р. село належало до Новосондецького повіту, було 55 будинків і 313 мешканців (289 греко-католиків, 21 римо-католик і 3 юдеї).
З листопада 1918 по січень 1920 село входило до складу Лемківської Республіки.
До середини XX ст. в регіоні переважало лемківсько-українське населення. У 1939 році з 350 жителів села 335 були українцями, 10 — поляками і 5 — євреями. До 1945 р. в селі була дочірня греко-католицька церква парафії Жеґестів Мушинського деканату, метрики велися з 1780 р.
У період між 1945 і 1947 роками, у цьому районі тривала боротьба між підрозділами УПА та радянським військами. Уцілілі 1947 року під час Операції Вісла були депортовані на понімецькі землі Польщі.
У 1975-1998 роках село належало до Новосондецького воєводства.

## Пам'ятки
Мурована церква святого Євангеліста Луки побудови 1885 року, після 1947 року перетворена на костел.

## Демографія
Демографічна структура станом на 31 березня 2011 року:
|          | Загалом | Допрацездатний вік | Працездатний вік | Постпрацездатний вік |
| -------- | ------- | ------------------ | ---------------- | -------------------- |
| Чоловіки | 181     | 32                 | 137              | 12                   |
| Жінки    | 179     | 43                 | 105              | 31                   |
| Разом    | 360     | 75                 | 242              | 43                   |